# Бурмейстер, Наталия Владимировна
Наталия Владимировна Бурмейстер (11 января 1934, Москва, РСФСР, СССР) — советская и российская пианистка. Заслуженная артистка Российской Федерации.

## Биография
Родилась 11 января 1934 года в Москве.
Училась в классе профессора Генриха Густавовича Нейгауза. С 1965 года по 2014 год Работала в Москонцерте в качестве солистки, ансамблистки, концертмейстера. Гастролировала по стране и за рубежом. Была автором и исполнителем спектаклей для детей под общим названием «Душа ребёнка» и «Сказки под музыку».
Создала множество программ, имеющих познавательную и художественную ценность, обращенных как к взрослой, так и к детской аудитории. Критики отмечали её высокий художественный вкус, тонкую стилистику, точные границы жанра, духовную глубину и проникновенность, богатый темперамент и виртуозную технику.
В данный момент продолжает сольную концертную деятельность в цикле концертов «Беседы за роялем», а также выступает в ансамбле с пианистом, заслуженным артистом В. В. Буниным. В афишах она рекламируется как Бурмейстер-Чайковская, потому что является Петру Ильичу Чайковскому правнучатой племянницей. Её игру можно услышать в ЦДРИ и в Музее Музыки. Ежегодно участвовала в музыкальном фестивале в северной Италии, где была участницей жюри, и давала сольные концерты. В 2018 году гастролировала вместе с Виктором Буниным в Америке по приглашению американской пианистки Джулией Крюгер. Давали концерты в штатах Техас, Колорадо, Калифорния. Написала и издала книгу о жизни и творчестве отца под названием «Тот самый Бурмейстер» в 2-х томах. В 2021-м году эта книга была издана на английском языке.

## Личная жизнь
- Отец — Бурмейстер Владимир Павлович
- Мать — Фин (Гербачинская) Алла Эдуардовна
- Муж — Гусельников Игорь Евгеньевич
- Муж — Верженский Игорь Яковлевич
- Дочь — Гусельникова Татьяна Игоревна
- Сводная сестра — Виктория Лепко

## Новости
- 21 апреля 2021 года в Культурном центре «Русская инициатива» лидер общественной организации Юлия Серебрянская провела встречу с правнучатой племянницей Великого русского композитора Петра Ильича Чайковского, заслуженной артисткой России, российской пианисткой Наталией Владимировной Бурмейстер-Чайковской.[3]